# シチベニ・シビバツ

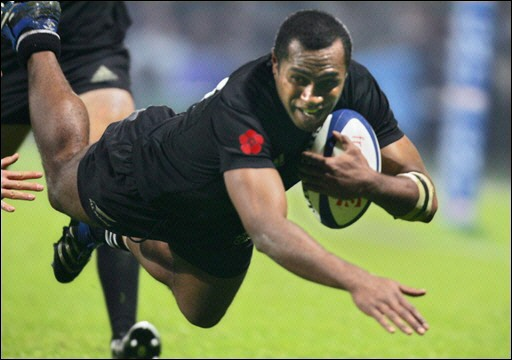
シチベニ・シビバツ

シチベニ・シビバツ（Sitiveni Waica Sivivatu, 1982年4月19日 - ）は、フィジー・スバ生まれのニュージーランドで活躍するラグビー選手。ポジションはウィング（WTB)。

## 来歴
15歳のときにフィジーからニュージーランドへ移住。ジョナ・ロムーの出身校ウェズリー・カレッジへ進学。2001年から2003年までエアー・ニュージーランドカップのカウンティーズ・マヌカウ所属、2004年からワイカト所属。2002年にディビジョン2年間最優秀選手賞を受賞。2003年からスーパー14のチーフスに在籍。2004年にパシフィック・アイダンラーズに選出され5キャップ。2005年からラグビーニュージーランド代表（オールブラックス）に選出される。ジョナ・ロムーと同じ左サイドウィングを務める。ラグビーワールドカップ2007に出場し4試合に出場し4トライ。爆発的なスピードを持つ俊足ウイング。
2007年4月に妻を殴った容疑で有罪判決を受け罰金の支払いを命じられた。シビバツは妻への暴力を認め謝罪をした。